# Włodzimierz Adam Łoś
Włodzimierz Adam Aleksander hr. Łoś z Grotkowa herbu Dąbrowa (ur. 11 grudnia 1847 w Kulmatyczach, zm. 2 kwietnia 1911 we Lwowie) – polski ziemianin, wiceprezydent Namiestnictwa Galicyjskiego, komisarz i poseł Sejmu Krajowego, starosta powiatowy w Pilźnie, polityk, urzędnik państwowy.

## Życiorys
Był synem hr. Karola Franciszka Salezego Łosia (14.01.1814-12.05.1894), właściciela dóbr ziemskich Kulmatycze w powiecie mościskim i Antoniny z Szeptyckich. Właściciel dóbr ziemskich Domażyr i Stawisko Zrelewskie w powiecie gródeckim, dr praw, wiceprezydent Namiestnictwa Galicyjskiego.
Włodzimierz Łoś wywodził się z tzw. starszej linii Łosiów, rodziny senatorskiej, piszącej się z Grodkowa. Głównymi majątkami tej gałęzi rodziny były: Dmytrowice, które po Janie Joachimie Łosiu odziedziczyła jego córka hr. Weronika Henrykowa Łączyńska oraz Kulmatycze, których spadkobiercą był Tadeusz Józef Łoś, syn Karola Franciszka Salezego z drugiego małżeństwa z Barbarą z Berezowskich.
W 1866 zdał egzamin dojrzałości w C. K. Gimnazjum w Przemyślu. Ukończył studia na Wydziale Prawa Uniwersytetu Lwowskiego. W 1871 r. wstąpił do służby politycznej Namiestnictwa Galicyjskiego. W 1874 powołany do Ministerstwa Spraw Wewnętrznych. W 1876 został wicesekretarzem ministerialnym.Od 1881 r. był starostą powiatowym w Pilźnie.
10 czerwca mianowany został radcą sekcyjnym na etacie sekcyjnym prezydium Rady Ministrów i przydzielony Ministrowi dla Galicji Florianowi Ziemiałkowskiemu. W 1882 r. mianowany został rzeczywistym Radcą Dworu. W 1886 roku rozpoczął pracę w pałacu pod Kawkami, czyli w biurze Namiestnictwa Galicyjskiego. Łoś należał do ekipy Kazimierza Badeniego, który objął Namiestnictwo. Badeni wprowadził w administracji krajowej niemal pruski dryl, stawiał na szerokie reformy. Za jego czasów w Namiestnictwie zapanował pragmatyzm, uproszczono procedury urzędnicze, zmieniono niektóre wewnętrzne przepisy; wszystko w celu podniesienia poziomu pracy urzędu namiestnikowskiego. Obok Łosia, w pałacu pod Kawkami, pojawił się prof. Michał Bobrzyński, przywódca „Stańczyków”. Wprawdzie W.A.Ł. był przede wszystkim świetnym administratorem i prawnikiem, niemniej można domniemywać, iż politycznie był konserwatystą i należał do grona zwolenników tej opcji. Po odejściu Badeniego do Wiednia, w Namiestnictwie pozostali nadal: Bobrzyńscy i Łoś, który 22 lipca 1904 r. mianowany został Wiceprezydentem Namiestnictwa Galicyjskiego, objął to stanowisko po Janie Lidlu. Pracował na tym stanowisku w okresie rządów dwóch Namiestników: hr. Andrzeja Potockiego (do jego tragicznej śmierci w 1908 r.) i prof. Michała Bobrzyńskiego. Przez dwadzieścia lat Łoś był Komisarzem rządowym Sejmu Krajowego (kadencje: VI (1889-1895), VII (1895-1901), VIII (1901-1907), IX (1908-1913), Komisarzem Towarzystwa Kredytowego Ziemskiego, a społecznie w ramach kultywowania rodzinnych tradycji pełnił funkcję kuratora Fundacji im. Feliksa Antoniego Łosia z Narola.
Pochowany na Cmentarzu Łyczakowskim we Lwowie.

## Odznaczenia
- Krzyż Kawalerski Orderu Leopolda (1891)[3]
- Krzyż Komandorski z Gwiazdą Orderu Franciszka Józefa (1909)[4]

## Życie prywatne
Żonaty był dwukrotnie:
1° z Heleną Zofią ks. Ponińską h. Łodzia (1857-1901), c. Ludwika, wł. dóbr Horyniec i Pauliny Orzechowskiej.
2° z Jadwigą hr. Dunin-Borkowską h. Łabędź (1° Wincentową Orłowską h. Chomąta) (1860-1919), córką Alfreda i Aleksandry Olgi Światopełk-Zawadzkiej h. Lis'
Potomstwo tylko z pierwszego małżeństwa, z Heleną z Ponińskich:
1. Adam Karol Ludwik Łoś (1883-1942), współwłaściciel majątku Domażyr, starosta (lub wicestarosta) powiatowy w Krośnie (przed 1939 r.), miał córkę Zofię (ur. 1925), która chodziła do szkoły powszechnej w Krośnie, po śmierci ojca była pod opieką zakonnic, ale brak o niej jakichkolwiek informacji;
2. Stefania Maria Karolina (1884-1972);
3. Aleksander Kalikst Łoś (1885-1971);
4. Jerzy Tadeusz (1891-1936);
5. Witold (15.12.1892-2.03.1895).